# Arcopaeus
Arcopaeus – polski herb szlachecki z nobilitacji.

## Opis herbu
W polu błękitnym gałązka dębu srebrna z dwoma żołędziami barwy naturalnej, na końcu której róża srebrna. 
W klejnocie nad hełmem w koronie samo godło.

## Najwcześniejsze wzmianki
Nadany 24 lipca 1563 roku, Eliaszowi Arcopaeusowi. Herb jest wynikiem adopcji przez Walentego Uberfelda, sekretarza królewskiego.

## Herbowni
Arcopaeus.